# Dubînî, Ostroh
Dubînî (în ucraineană Дубини) este un sat în comuna Ukraiinka din raionul Ostroh, regiunea Rivne, Ucraina.

## Demografie
Componența lingvistică a localității Dubînî
     Ucraineană (96,15%)
     Română (1,92%)
     Belarusă (1,92%)
Conform recensământului din 2001, majoritatea populației localității Dubînî era vorbitoare de ucraineană (96,15%), existând în minoritate și vorbitori de română (1,92%) și belarusă (1,92%).